# Paradijs (Gelderland)

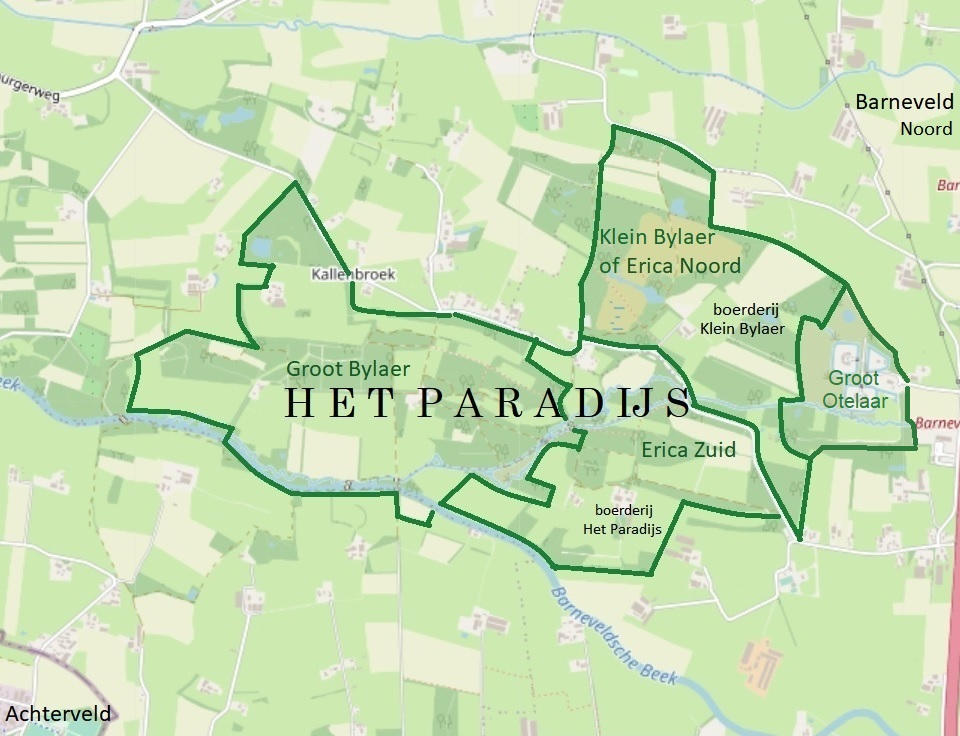
Het Paradijs ten westen van Barneveld

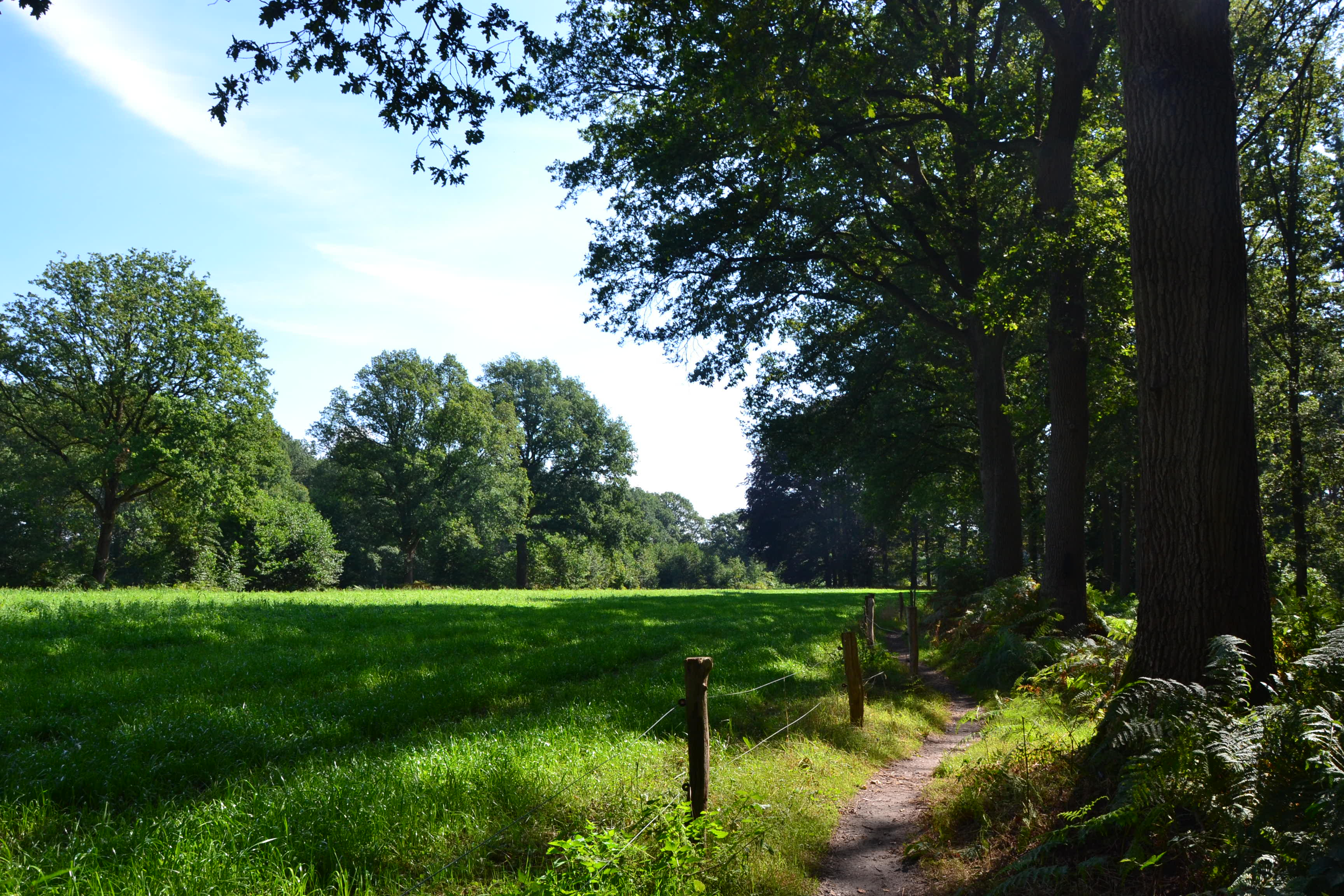
Marskramerpad op Groot Bylaer

Het Paradijs is de gezamenlijke benaming voor drie landgoederen in de Gelderse Vallei ten westen van Barneveld. 
Het gebied bestaat uit Landgoed Groot Bylaer (± 110 ha) en de vroegere heidevelden Landgoed Klein Bylaer (Erica-Noord) (± 80 ha), Erica Zuid (± 60 ha.) en landgoed Groot Otelaar. Door het gebied stromen de Grote- en de Kleine Barneveldse Beek.

## Bewaard kampenlandschap
Het landschap in dit deel van de Gelderse Vallei werd gevormd in de laatste ijstijd. Het opgestoven zand bleef liggen op de kwelkoppen met opwellend water zodat het gebied kon uitgroeien tot een verhoging in de Gelderse Vallei. De plek van de bebouwing en het bekenpatroon bleef eeuwenlang nagenoeg onveranderd. In het gebied zijn nog veel met houtwallen omgeven akkertjes en weilanden, beekdalbosjes en vochtige heidestukken. Doordat de particuliere eigenaren van de vele landgoederen niet meededen met ruilverkavelingen, is het kampenlandschap de laatste eeuw nauwelijks veranderd. Het beheer van het gebied is gericht op het behouden van het landschap met de historische boerenbedrijven en de natuurwaarden. Het onaangetaste landschap bestaat uit verspreid staande boerderijen, met houtwallen omgeven kleine akkers, beekdal bosjes, beukenlanen, een vochtig heideveld en weilanden.
De natuurgebieden Erica Noord en Erica Zuid zijn sinds 1981 eigendom van Het Geldersch Landschap. Vanaf 1998 wordt Erica-Noord door Het Geldersch Landschap officieel aangeduid als Landgoed Klein Bylaer.
Klein Bylaer ligt aan de noordkant van de Kallenbroekerweg en bestaat voor het grootste deel uit een vochtig heideveld te midden van dennenbossen. In dit gebied staat ook de gelijknamige boerderij 'Klein Bylaer'. 
Het landgoed Erica Zuid ligt ten zuiden van de Kallenbroekerweg en bestaat uit loofbossen met beukenlanen en akkers langs de Kleine Barneveldsebeek.

## Routes door het gebied
Paradijspad
Het tien kilometer lange Paradijspad is een klompenpad over onverharde paden. 
Van 't Paradijs naar Hell
De naam Paradijs gaf reden om een fietsroute door het gebied uit te zetten naar het noordelijker gelegen Hell bij Nijkerk. De fietsroute van 't Paradijs naar Hell heeft een lengte van vijftien kilometer. Halverwege de route ligt de buurtschap Appel.